# ليوناردو سييرا
ليوناردو سييرا (بالإسبانية: Leonardo Sierra)‏ هو دراج فنزويلي، ولد في 10 أكتوبر 1968 في Santa Cruz de Mora ‏ في فنزويلا.

## وصلات خارجية
- ليوناردو سييرا على موقع أرشيف الدراجات (الإنجليزية)
- ليوناردو سييرا على موقع إحصائيات الدراجات الإحترافية (الإنجليزية)
- ليوناردو سييرا على موقع CycleBase (الإنجليزية)
- ليوناردو سييرا على موقع أوليمبيديا (الإنجليزية)